# Johann Heinrich Riesener

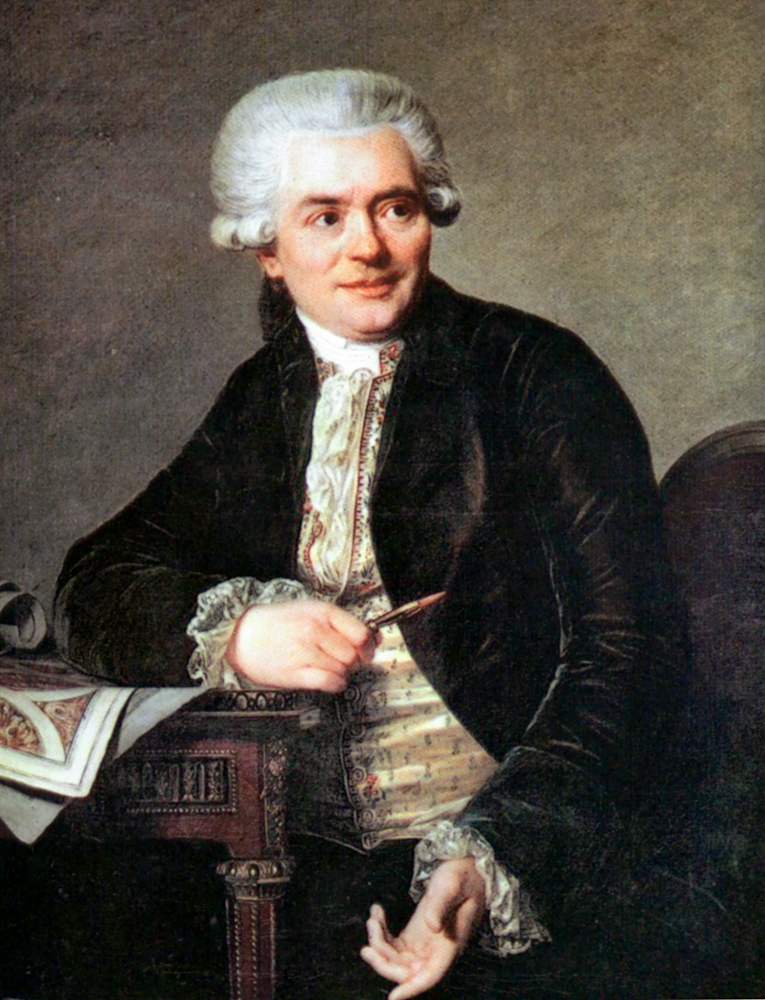
Johann Heinrich Riesener, Gemälde von Antoine Vestier

Johann Heinrich Riesener (Jean-Henri Riesener) (* 4. Juli 1734 in Gladbeck; † 6. Januar 1806 in Paris) war ein deutscher Ebenist, der in Frankreich wirkte.

## Leben
Riesener wurde als zweiter von drei Söhnen des Ehepaares Jan Hermann Riesener und seiner Frau Margaretha, geborene Brahms, im seinerzeit nur 1800 Einwohner zählenden Bauerndorf Gladbeck im kurkölnischen Vest Recklinghausen geboren. Der Vater war neben seinem Tagwerk als Kötter als Stuhldrechsler tätig und verdiente sich ein Zubrot als „Amtsfron“ der Erzbischöflichen Kanzlei des Kölner Fürstbischofs. Im Jahre 1755 entschlossen sich Johann und sein Bruder, nach Frankreich auszuwandern. Auf welche Weise Riesener nach Paris kam, ob als Wanderer oder durch die Protektion, ist unklar. Den kärglichen Hof am heutigen Oberhof, in dem Riesener geboren wurde, erbte der jüngste Bruder.
In Paris wurde er Lehrling bei seinem Landsmann, dem „Hof-Möbelkünstler“ bzw. „ébéniste du roi du gobelins“ Johann Franz Oeben. Der war außerdem Protégé der Madame de Pompadour.
Dem Tod Oebens folgte eine Auseinandersetzung zwischen Johann Heinrich Riesener und Jean-François Leleu, einem ehemals einfachen Arbeiter aus Saint-Antoine, um die Gunst der Witwe Oebens und somit um die Nachfolge der Werkstatt, bei der sich Riesener durchsetzte. Er heiratete am 6. August 1767 die Witwe seines Lehrmeisters, Françoise Oeben, geborene van der Cruse, in Paris (Tochter des Pariser Ebenisten François Vandercruse und Schwester des bekannten Möbelkünstlers Roger Vandercruse) und wurde Werkstattleiter im Arsenal (Paris). Er erhielt am 23. Januar 1768 den ersehnten Meistertitel. Aus dieser Ehe stammt der 19. Oktober 1769 in Paris geborene Henri François Riesener, der ein berühmter Maler wurde.
Leleu, gekränkt durch die Abweisung, versuchte zweimal, sich an Riesener zu rächen: Er versah einen Toiletten- und Schreibtisch, der eindeutig Oeben zuzuordnen ist, mit seinem Namensstempel.
Zum anderen ist durch eine Anzeige Rieseners beim Polizeiamt im Châtelet dokumentiert, dass Leleu ihn am 12. August 1765 auf offener Straße verprügelt, dessen Hut in den Schlamm geworfen hatte und darauf herumgetrampelt war.
„[...] aus Hass gegen den Kläger, der die Geschäfte der Witwe Oeben im Arsenal führt, bei der besagter Leleu gearbeitet hat, wurde er einige Male von dessen Frau beleidigt [...], als er gestern gegen sechs Uhr abends mit zwei Brettern beladen nach Hause zurückkehrt, begegnet ihm Leleu und dessen Compagnon, die beide auf ihn zugehen, und besagter Leleu schlägt ihn mehrmals auf den Kopf [...]“
Nach dem Tode seiner Frau Françoise um 1776 heiratete Riesener 1783 Anna Marie Grezel, die minderjährige Tochter eines Pariser Bürgers.

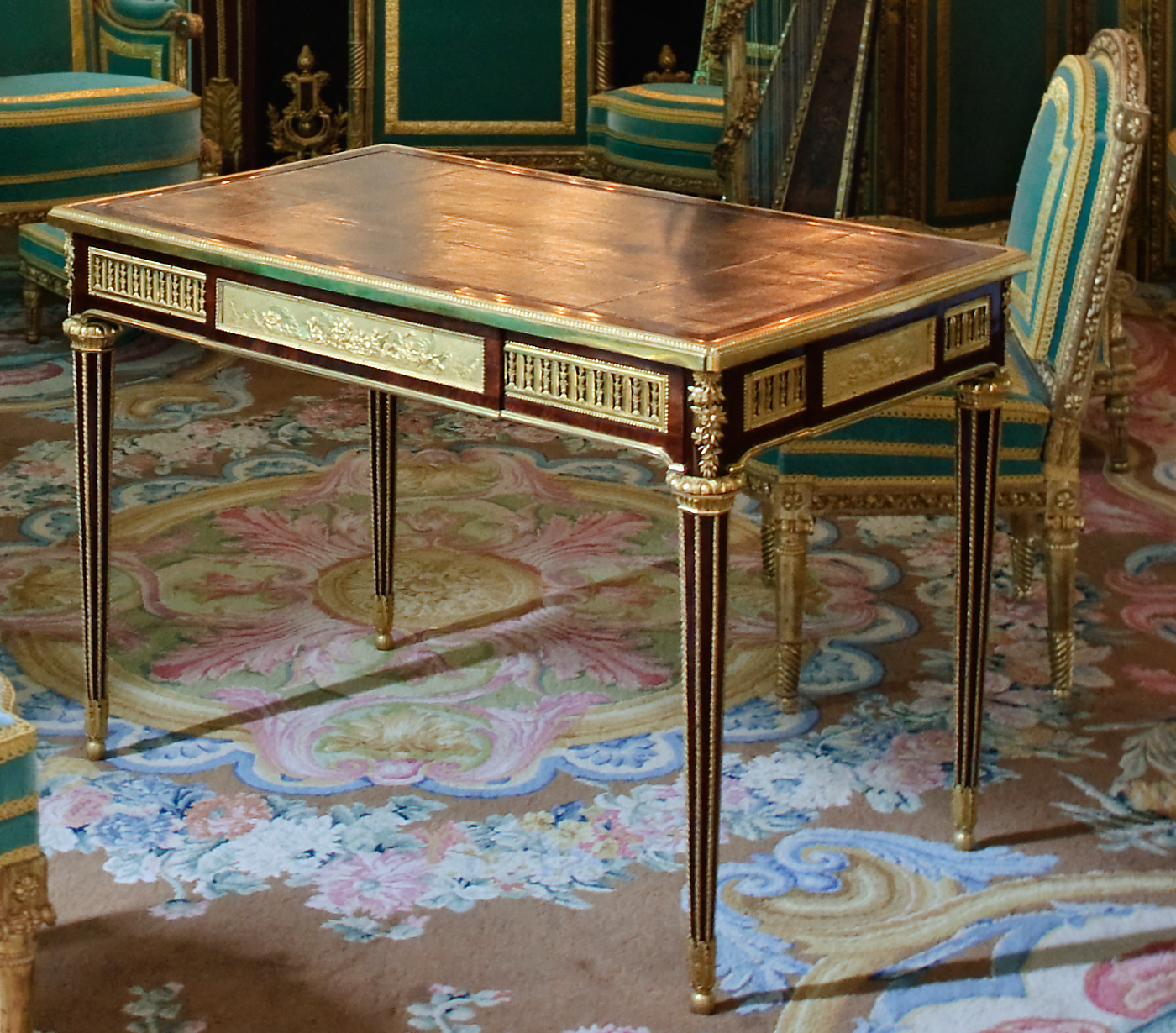
Schreibtisch von Riesener für Marie-Antoinette (1783), Schloss Versailles

Seine Möbelstücke erfreuten sich großer Beliebtheit beim Adel, bis er durch die Ereignisse der Französischen Revolution und den damit verbundenen stilistischen Wandel seine herausragende Stellung verlor. In der Zeit, die sich von allen Zeichen der Monarchie befreien wollte, waren die Werke Rieseners nicht mehr geschätzt.
Trotz seiner guten Verbindungen zum Adel hat es den Anschein, dass er sich mit dem herrschenden Regime arrangierte. Zusammen mit dem Malern Jacques-Louis David – Jakobiner und Mitglied des Nationalkonvent – sowie Hubert Robert wurde er 1793 Mitglied einer Kommission, die Expertisen der beschlagnahmten Möbel der Adligen für die revolutionären Auktionen erstellte. Seine Kompetenz und sein Wissen wurden nach der Revolution noch geschätzt, da er oft im brancheninternen Handelsgerichtshof als Schlichter benannt wurde.
1801 schloss er seine Werkstatt im Arsenal, zog in die Rue Saint-Honore Nr. 2 und lebte dort in einem Pavillon auf den Grundstücken der Jakobiner. Der einst gefeierte Ebenist zog sich immer mehr zurück und starb am 6. Januar 1806 verarmt im Alter von 71 Jahren. Sein Grab ist unbekannt, doch haben ihm seine Nachfahren auf dem Friedhof Pére Lachaise einen Gedenkstein gesetzt.

## Das Riesener-Projekt

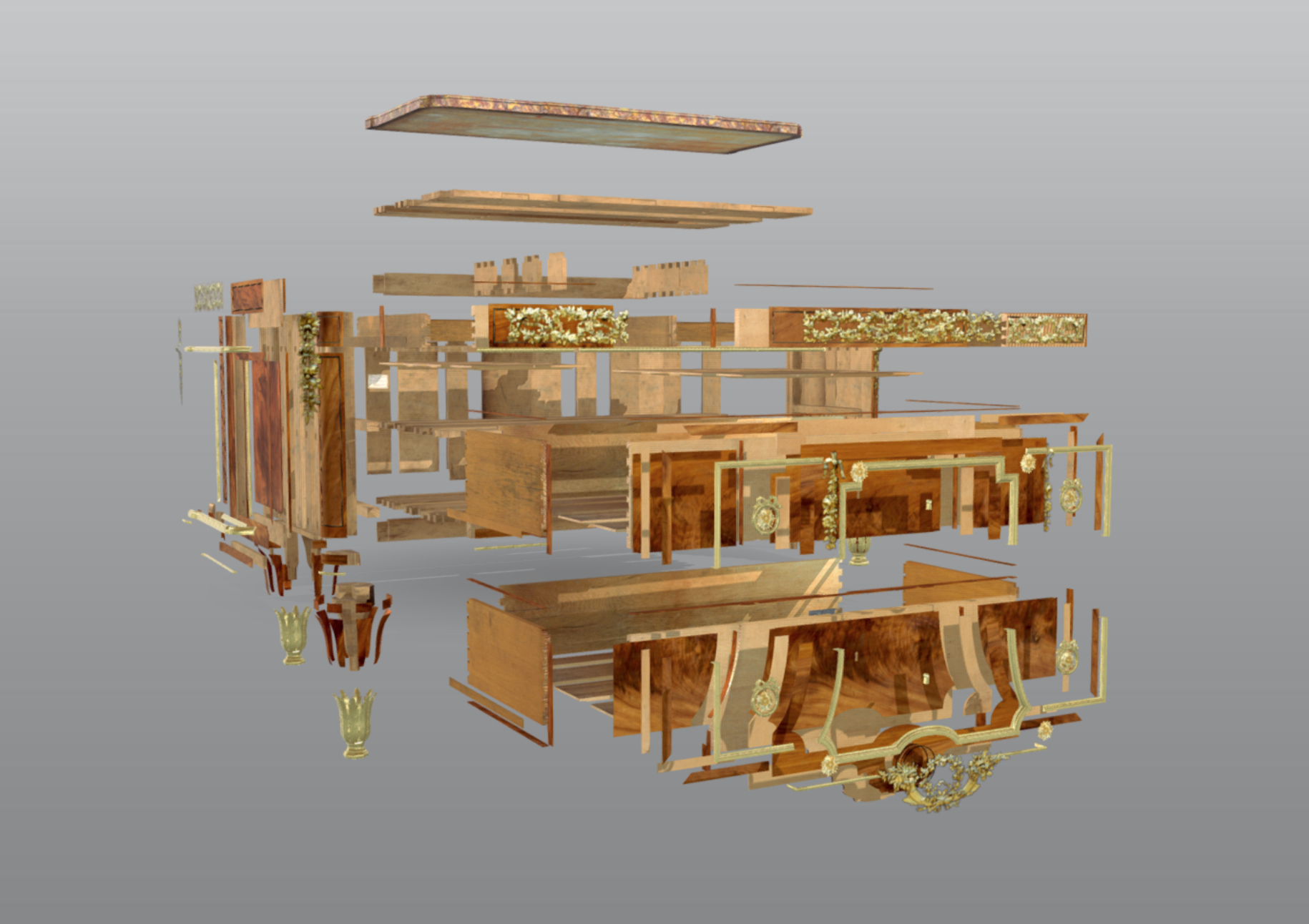
Ein interaktives 3D-Modell einer Riesener-Kommode aus der Wallace Collection.

Jean-Henri Riesener und seine Möbel waren Gegenstand eines sechsjährigen Forschungsprojekts das von Kuratoren und Konservatoren der Wallace Collection, Waddesdon Manor und der Royal Collection durchgeführt wurde. Die detaillierten Untersuchen der dreißig Riesener-Möbel in den drei Sammlungen sowie kunsthistorische und archivarische Recherchen ergaben bisher Unbekanntes über die verwendeten Materialien und Techniken sowie die Werkstattpraxis des Tischlers. Das Projekt untersuchte auch die Entwicklung des Marktes für Rieseners Möbel im 19. Jahrhundert und den Einfluss, den seine Entwürfe und Tischlertechniken auf spätere Möbelhersteller hatten.

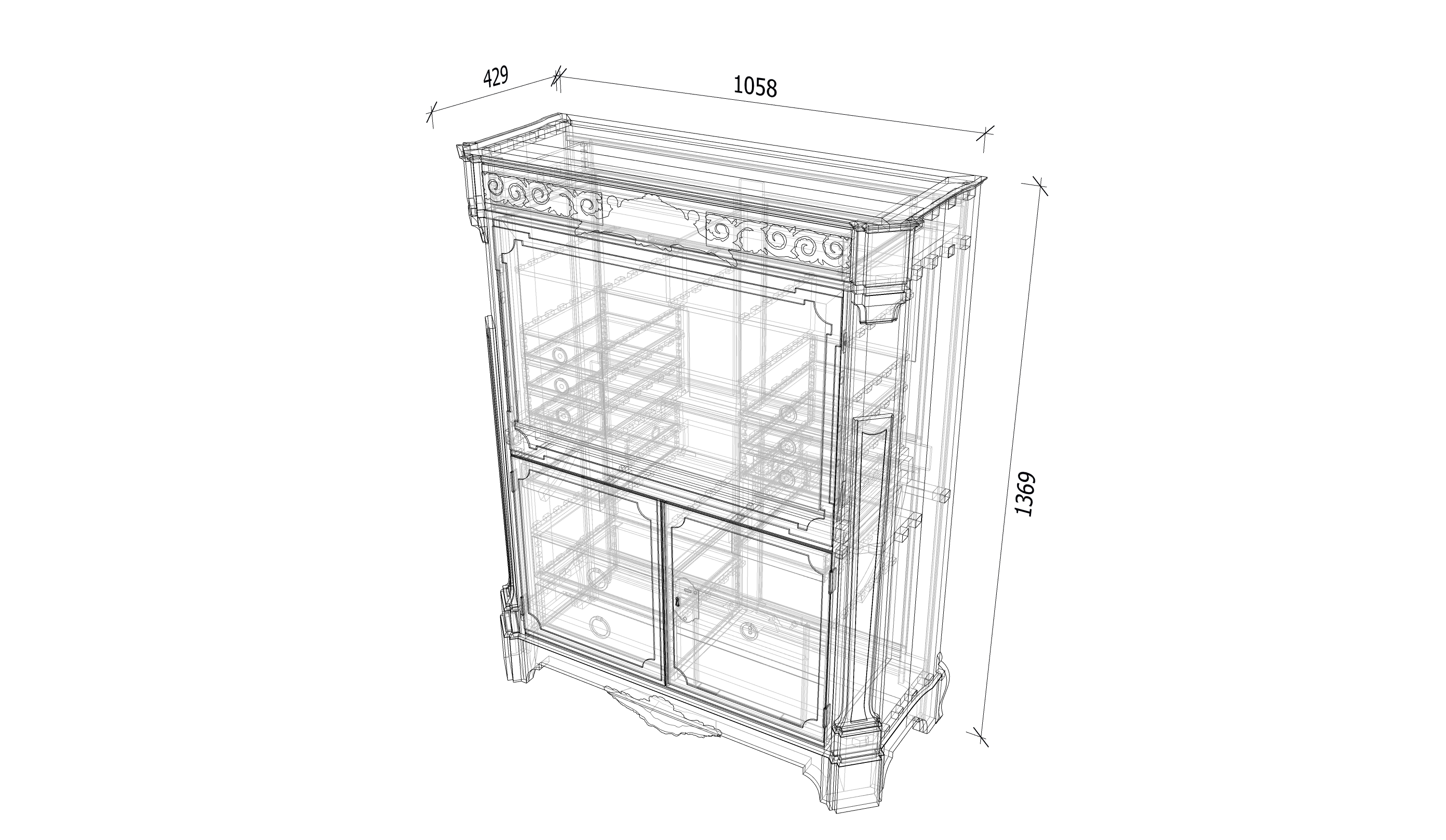
Eine technische Zeichnung eines Riesener-Sekretär in der Wallace Collection.

Die Ergebnisse des Projekts führten zur Veröffentlichung der ersten großen Monographie über Riesener. Die detaillierte technische Untersuchung von Material, Struktur und Zustand der Möbel sowie wissenschaftliche Analysen ermöglichten auch technische Zeichnungen, Querschnitte und interaktive 3D-Modelle. Diese Modelle zeigen die große Komplexität, die mit der Herstellung solcher Möbel verbunden ist, sowie Rieseners Einfallsreichtum als Handwerker. Diese 3D-Modelle sowie zum Buch ergänzende Informationen, Katalogeinträgen, Essays, Videos usw. sind auf einer umfassenden Microsite verfügbar.

## Werke und Nachleben

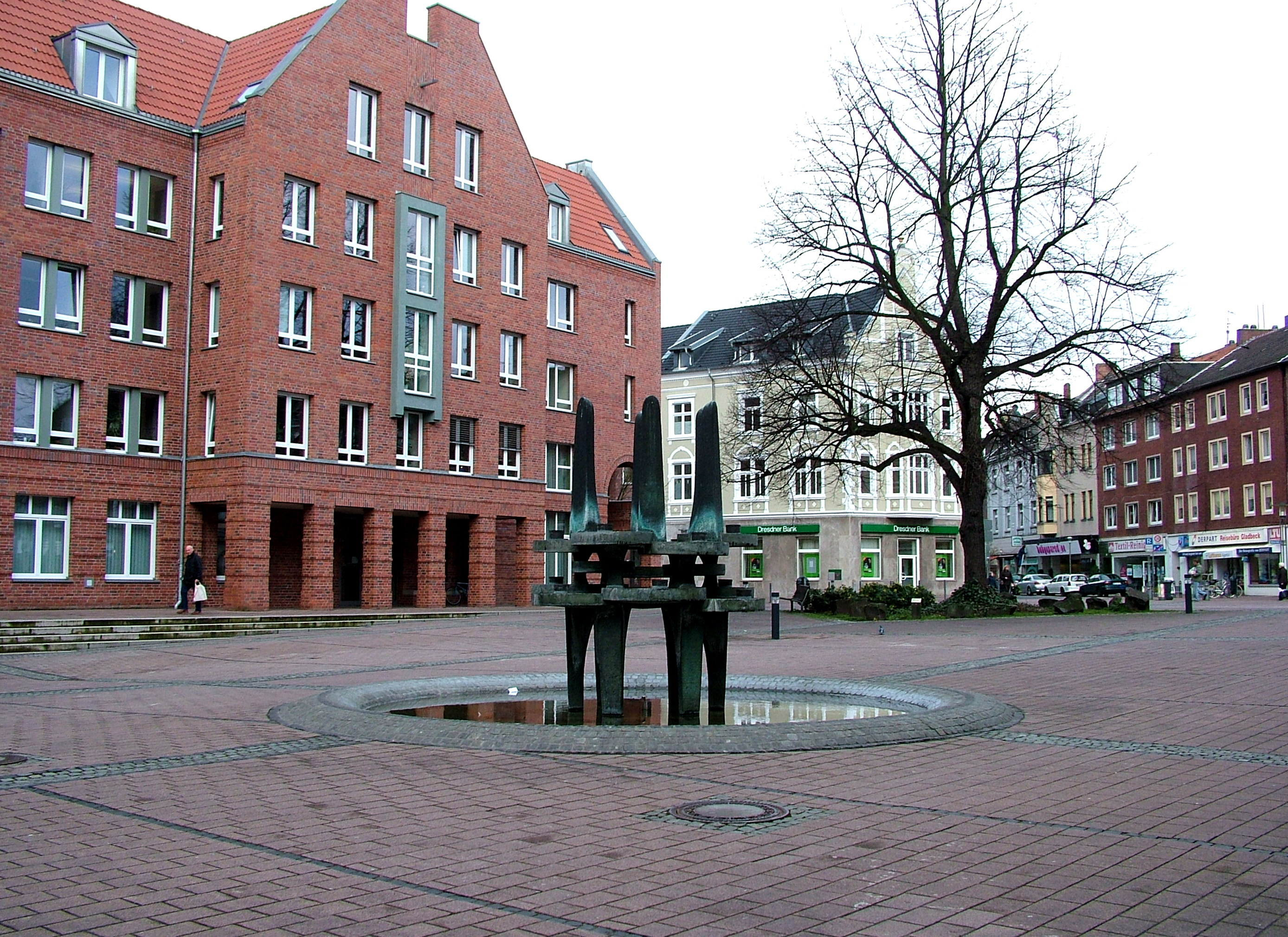
Riesener-Brunnen beim Rathaus von Gladbeck

Erwähnt sei sein von Oeben begonnener Schreibtisch, der „Bureau du Roi“ im Schloss Versailles mit Geheimfächern und einer von ihm erfundenen Knopfdruck-Rolllade, den Riesener 1769 fertigstellte und wofür er 62.775 Livres erhielt. Zwischen 1774 und 1784 soll Riesener 938.000 Livres (nach heutigem Wert zwei Millionen Euro) verdient haben. Ein Kunsttischler-Geselle verdiente höchstens zwei Livres am Tag.
In seiner Geburtsstadt Gladbeck gibt es ein Riesener-Gymnasium, eine Riesenerstraße und einen Riesener-Brunnen.